# Синельникове (локомотивне депо)
Локомотивне депо Синельникове (ТЧ-7 Синельникове, до 2015 року — відокремлений структурний підрозділ «Локомотивне депо Синельникове» державного підприємства «Придніпровська залізниця») — підприємство залізничного транспорту.
Входить до складу служби локомотивного господарства Придніпровської залізниці.
Здійснює перевезення пасажирів та вантажів, забезпечує всіх споживачів підприємства паливом і нафтопродуктами, а також виконує ремонт тягового рухомого складу залізниці.
Розташоване на станції Синельникове I.

## Рухомий склад
- Електровози ВЛ8
- Тепловози ЧМЕ3